# Stanisław Skarżyński (1896-1939)
Stanisław Skarżyński (ur. 24 grudnia 1896 w Indurze k. Grodna, zm. 22 września 1939 w Kwasówce) – starszy wachmistrz Wojska Polskiego, uczestnik wojny polsko-bolszewickiej, w okresie międzywojennym osadnik wojskowy, działacz niepodległościowy, obrońca Grodna w 1939 r., kawaler Orderu Wojennego Virtuti Militari.

## Życiorys

### Dzieciństwo i młodość
Urodził się 24 grudnia 1896 w Indurze k. Grodna, w rodzinie Franciszka i Antoniny z Rukszów. Uczęszczał do Indurskiej powszechnej szkoły, którą ukończył w 1915 r. W okresie przed odzyskaniem niepodległości pracował w niepodległościowej organizacji – Związku Strzeleckim.

### Wojna polsko-bolszewicka
15 marca 1917 r. jako ochotnik wstąpił do 1 Pułku Ułanów Krechowieckich I Korpusu pod dowództwem generała Józefa Dowbor-Muśnickiego, brał udział w wałkach z bolszewikami. W dniu 15 maja 1918 r. został awansowany na dowódcę plutonu. 
W listopadzie 1918 wstąpił ochotniczo do Wojska Polskiego. Od 8 grudnia 1918 r. służył jako dowódca 1 plutonu pierwszego szwadronu ułanów grodzieńskich, który działał jako „szwadron Grodzieńskich Ułanów” i pełnił funkcję konnych zwiadowców 3 Pułku Strzelców Konnych. 31 października 1919 r. 1-szy szwadron ułanów grodzieńskich wszedł w skład nowo sformowanego III Dywizjonu i został jądrem utworzonego w dniu 17 października 1920 r. 23. Pułku Ułanów Grodzieńskich.
Stanisław Skarżyński podczas wojny polsko-bolszewickiej 1919–1921 r. walczył w 3 pułku strzelców konnych. W sierpniu 1920 r. wachmistrz Stanisław Skarżyński, jako dowódca 1 plutonu 1 szwadronu III Dywizjonu 3-go Pułku Strzelców Konnych wałczył z bolszewikami o wieś Twarogi, Perlejewo, Tłuszcz, w obszarze Wołomina i Izabelina oraz pod Radzyminem - Bitwie Warszawskiej, zwyczajowo nazywanej „Cudem nad Wisłą. 
W bitwie o wieś Twarogi na Mazowszu 1 listopada 1920 r., dowodząc szwadronem III Dywizjonu 3-trzeciego Pułku Strzelców Konnych, z własnej inicjatywy, pod mocnym ogniem karabinów maszynowych, narażając się w wysokim stopniu, pociągając osobistym przykładem swoich ludzi, zaatakował bolszewicki pułk, doszczętnie rozbijając bolszewików. 
Za czyny bojowe, męstwo i odwagę w bitwach w okresie wojny polsko-bolszewickiej został  odznaczony Krzyżem Srebrnym Orderu Wojennego Virtuti Militari – najwyższym polskim odznaczeniem wojskowym, przyznawanym jedynie tym, którzy w obliczu śmierci wybrali Ojczyznę oraz Krzyżem Walecznych. W listopadzie 1920 roku, za bohaterską postawę w walkach o wyzwolenie Wileńszczyzny w składzie wojsk generała Lucjana Żeligowskiego, został odznaczony Krzyżem Zasługi Wojsk Litwy Środkowej.

### Dwudziestolecie międzywojenne
Stanisław Skarżyński w dwudziestoleciu międzywojennym, jako podoficer zawodowy 23 Pułk Ułanów Grodzieńskich, a następnie – będąc osadnikiem wojskowym w miejscowości Martowo k. Grodna – jako dowódca plutonu konnego Przysposobienia Wojskowego, tzw. Krakusów, czynnie uczestniczył w działaniach na rzecz umocnienia obronności Polski. Grodno w tamtym okresie było istotnym ośrodkiem Wojska Polskiego.

### Kampania wrześniowa
Wraz ze swoimi żołnierzami stawił opór sowieckiej agresji podczas obrony Grodna Starszy Wachmistrz Stanisław Skarżyński podczas walk o obronę Grodna stanął na czele ochotników cywilnych, jako komendant plutonu Krakusów. Odznaczył się podczas obrony Grodna, wyróżnił się szczególną odwagą – osobiście zniszczył pierwszy sowiecki czołg w mieście.

### Niewola i stracenie
Jeszcze przed sowiecką agresją, miejscowi komuniści z okolic Grodna przygotowali listy osób, które z racji antykomunistycznej i antysowieckiej postawy miały być w pierwszej kolejności zlikwidowane lub wydane Armii Czerwonej. Na listach tych umieszczono nazwiska osadników wojskowych, urzędników państwowych, ziemian, zarządców majątków ziemskich, nauczycieli, przedstawicieli szlachty zaściankowej. 
Już w dniu 17 września Komitet Rewolucyjny w Indurze wydał wyrok śmierci na Stanisława Skarżyńskiego, Michała hr. Krasińskiego, Jana Sopotnickiego oraz Waleriana Adamczewskiego. Stanisław Skarżyński został schwytany przez sowieckich dywersantów wraz z wyżej wymienionymi oraz czterema innymi Polakami i 22 września 1939 r. rozstrzelany przez NKWD w pobliżu wsi Kwasówka k. Grodna.
Wszyscy zostali potajemnie zbiorowo pogrzebani w rowie melioracyjnym w pobliżu miejsca egzekucji. Po zdobyciu Grodna przez Armię Czerwoną Sowieci zamordowali około 300 mieszkańców miasta, żołnierzy i cywilów.

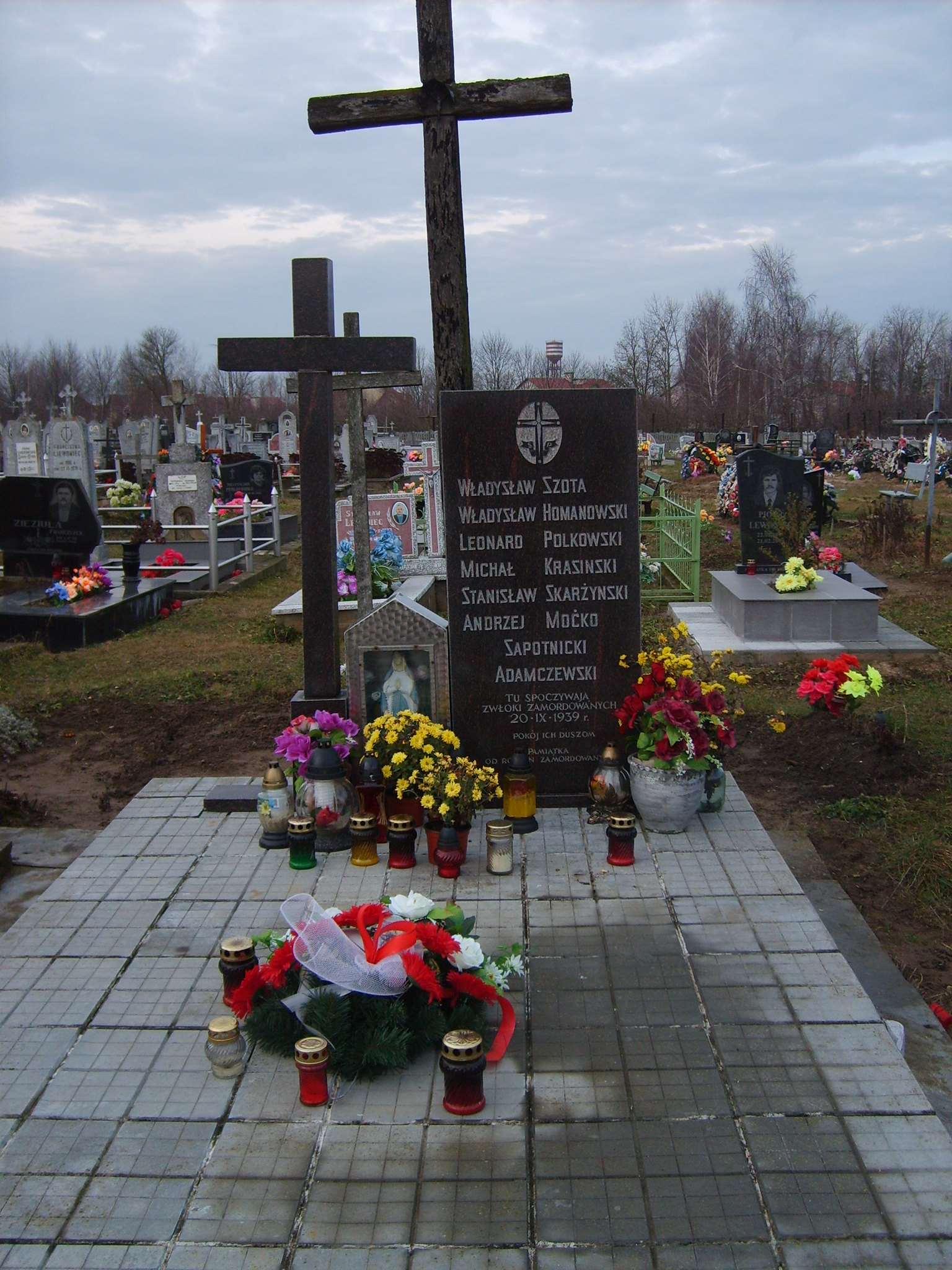
Pomnik ofiar w Kwasówce

### Ekshumacja i upamiętnienie
Zwłoki wymienionych wyżej ośmiu Polaków  ekshumowano dopiero w czasie pierestrojki w 1989 roku, a następnie pochowano na cmentarzu parafialnym w Kwasówce (16 km na południowy wschód od Grodna). Na grobie, gdzie złożono szczątki pomordowanych, jest postawiony duży, czarny granitowy krzyż. Obok, pionowo umieszczona płyta z czarnego granitu. Na płycie umieszczone są nazwiska pomordowanych.

## Ordery i odznaczenia
- Krzyż Srebrny Orderu Wojskowego Virtuti Militari nr 4115
- Krzyż Walecznych
- Krzyż Zasługi Wojsk Litwy Środkowej
- Medal Pamiątkowy za Wojnę 1918–1921
- Medal Dziesięciolecia Odzyskanej Niepodległości